# Гомила-при-Когу
Гомила-при-Когу (словен. Gomila pri Kogu) — поселення в общині Ормож, Подравський регіон‎, Словенія.

## Відомі особистості
В поселенні народився:
- Борко Божидар (1896—1980) — словенський критик, публіцист, перекладач.